# Pla de Santa Bárbara

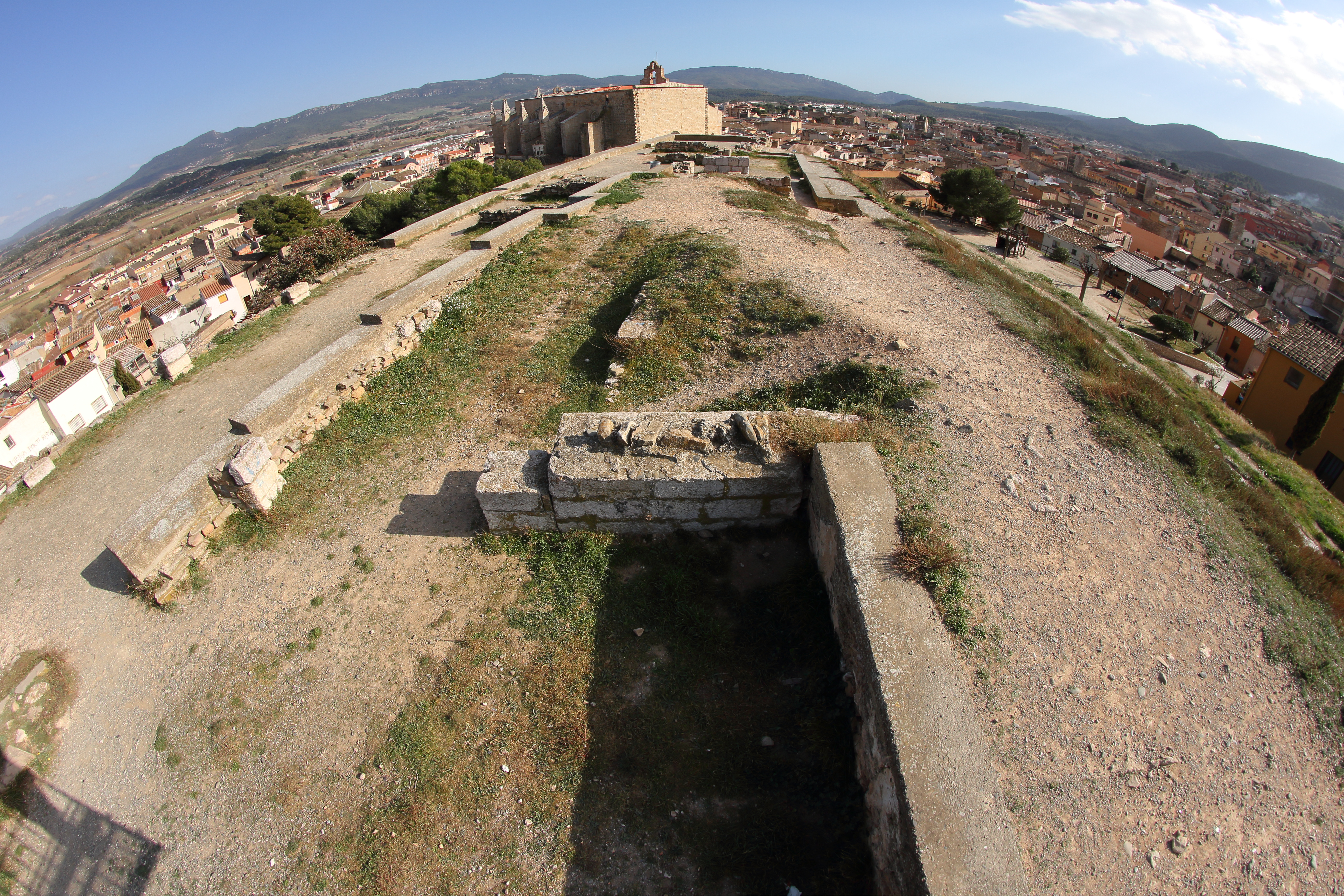
Pla de Santa Bárbara

El poblado ibérico del Pla de Santa Bárbara, pertenece a la tribu de los cosetanos, y se encuentra ubicado en el lugar más elevado del actual casco urbano de Montblanch en la provincia de Tarragona, muy cerca del río Francolí.

## Tipología
Las diversas excavaciones arqueológicas realizadas en el siglo XX del poblado ibérico documentaron una estructura en forma de radio, con casas pequeñas de planta rectangular adosadas y silos que servían para almacenar grano. Las casas tenían un basamento de piedra y alzado de ladrillos y elementos vegetales. Las viviendas eran pequeños, rectangulares y con una chimenea. A lo largo de la pared, un banco de obra hacía de asiento.

## La Economía

### Agricultura y ganadería
Se sabe que los íberos vivían de la agricultura, la ganadería y el comercio.
- En agricultura, cultivaban cebada, trigo, mijo, habas, lentejas y guisantes para comer. También cultivaban plantas para hacer tejidos, como el lino y el esparto.
- En ganadería, aprovechaban la carne y la leche de los animales que domesticaban (ovejas y cabras, fundamentalmente) y de los que cazaban (ciervos y cerdos jabalís).

### Comercio
Practicaban tanto el comercio de trueque (cambiar unos productos por otros, sin utilizar dinero) como el comercio con monedas, por lo que acuñaron monedas influidos por los comerciantes griegos. En el poblado de Santa Bárbara se comerciaban productos agrarios como el aceite, el vino y el cereal, la cerámica y los minerales de las montañas de Prades.
En el Pla de Santa Bárbara se han encontrado numerosos restos de cerámica, con decoraciones pintadas de barniz negro, y un molino rotativo de piedra para moler el grano. También hay cerámica hecha con torno de jarras, vasos y ánforas. Y es que los iberos eran hábiles con el torno rápido de alfarero. Además, hay cerámica hecha a mano, que alterna superficies rugosas con pulidas, muy decoradas.
A partir de los trozos de cerámica encontrados en las exploraciones arqueológicas realizadas durante el siglo XX, se puede deducir las relaciones comerciales que mantenían con otras civilizaciones: entre los siglo IV a. C. y el siglo III a. C. llegó al poblado de Santa Bárbara cerámica griega, pero también del Languedoc, Rosellón y otros lugares de la actual Cataluña.
Algunas de estas importaciones seguramente eran muy costosas y formarían parte de una vajilla doméstica de lujo. Esta cerámica llegó al Pla de Santa Bárbara utilizando los ríos como vías de comunicación de la costa mediterránea hacia el interior. La población de costa que más cerámica trajo cerámica es la colonia comercial griega de Ampurias.
Además, hacían herramientas de hierro de gran calidad, bien para trabajar la tierra como arados, azadas y hachas, bien para hacer joyas, objetos de adorno y puñales. También hilaban y tejían lana, lino y esparto para hacer ropa, sacos y alfombras.

## Historia

### Invasión cartaginesa
En el transcurso de la segunda guerra púnica, los cartagineses invaden la península ibérica con el objetivo de llegar por tierra a la península itálica. Destruyen Sagunto el año 219 a. C., y la primavera del año 218 a. C., un gran ejército cartaginés formado por caballos y elefantes pasa cerca del poblado en su camino hacia Italia. Este es el primer hecho histórico documentado de la Cuenca de Barberá.

### La romanización
Poco después, llegaría el ejército romano que después de conquistar la costa (desembarco en Ampurias y victoria en la Cissa) se adentró hacia el interior.
Con la conquista romana del Pla de Santa Bárbara (a finales del siglo III a. C.), se observa que empieza a cambiar el tipo de cerámica de los hallazgos arqueológicos: toda proviene de la península itálica. En el Pla de Santa Bárbara se han encontrado hasta 22 piezas diferentes: platos, cuencos, copas para beber y comer. Los romanos empezaron, a extender su cultura. Además, crean una importante red vial por donde se expanden, con mucha facilidad, las ideas y la cultura romana.

### Fin del poblado
A partir de la segunda mitad del siglo II a. C. ya no hay importaciones de cerámica. Es el momento en que se abandona el poblado ibérico para configurar un nuevo sistema social y económico basado en las villas romanas y las ciudades.
Siglos más tarde, los señores feudales construyeron un castillo en la cima del Pla de Santa Bárbara. Para hacerlo, aprovecharon las piedras de las casas del poblado íbero, con este hecho, desaparecía el rastro de la civilización de los íberos en Montblanch hasta el siglo XX. 